# Contre Sainte-Beuve
Pour les articles homonymes, voir Sainte-Beuve.
 (novembre 2019).
Si vous disposez d'ouvrages ou d'articles de référence ou si vous connaissez des sites web de qualité traitant du thème abordé ici, merci de compléter l'article en donnant les références utiles à sa vérifiabilité et en les liant à la section « Notes et références ».
Contre Sainte-Beuve est un recueil de critique littéraire de Marcel Proust, publié à titre posthume en 1954, et rassemblant les pages que l'écrivain a consacrées, sans leur donner d'ordre, aux auteurs qu'il admirait. On y lit le point de vue de Proust sur Nerval, Baudelaire, Balzac et Flaubert.

## Description
En analysant l'œuvre de ces écrivains, Proust attaque Sainte-Beuve, le célèbre critique littéraire du milieu du XIXe siècle et sa manière d'appréhender les textes, selon laquelle l'œuvre d'un écrivain serait avant tout le reflet de sa vie et pourrait s'expliquer par elle. Cette méthode, qui se fonde sur la recherche de l'intention poétique de l'auteur (intentionnisme) et sur ses qualités personnelles (biographisme), notamment en interrogeant les proches, déplaisait à Proust qui exigeait une critique formaliste, une analyse stylistique, dépourvue d'éléments extérieurs à l'œuvre :

« L'homme qui fait des vers et qui cause dans un salon n'est pas la même personne »

Bien que Sainte-Beuve ait été parmi les premiers qui se soient aperçus du talent indéniable de Flaubert, Proust lui reproche d'avoir négligé, et même condamné, des poètes de l'envergure de Nerval ou de Baudelaire, et d'avoir porté aux nues des auteurs mondains qui n'auront aucune postérité.
En critiquant la méthode de Sainte-Beuve, Proust a formé sa propre poétique. En quelque sorte, on peut considérer son roman À la recherche du temps perdu comme une réalisation systématique et le développement des croquis de cette poétique, exposés dans ces essais. Certaines pages très narratives du Cahier 54 (édition de Fallois, 1954 ; édition Clarac et Sandre, 1971) ont d'ailleurs été reprises dans la Recherche.
Proust a été le premier à contester la méthode positiviste de Sainte-Beuve, dont il estime « superficielle » la vision de la création artistique.

« L’œuvre de Sainte-Beuve n'est pas une œuvre profonde [...] cette méthode méconnaît ce qu'une fréquentation un peu profonde avec nous-mêmes nous apprend : qu'un livre est le produit d'un autre moi que celui que nous manifestons dans nos habitudes, dans la société, dans nos vices. [...] En aucun temps, Sainte-Beuve ne semble avoir compris ce qu'il y a de particulier dans l'inspiration et le travail littéraire, et ce qui le différencie entièrement des occupations des autres hommes et des autres occupations de l'écrivain. »

L'école formaliste russe, ainsi que les critiques Ernst Robert Curtius et Leo Spitzer, le suivront dans cette voie.